# Gravitační manévr
Gravitační manévr (populárně gravitační prak) je v kosmonautice a nebeské mechanice metoda, jak využít průletu planetární sondy gravitačním polem planety ke změně směru a rychlosti umělého kosmického tělesa.
Obvykle se tohoto manévru používá pro návštěvu vnějších planet, která by jinak byla příliš nákladná, ne-li nemožná při použití současných technologií. Používá se však i k dosahování jiných těles Sluneční soustavy, včetně vnitřních planet.
Gravitační manévr okolo planety mění rychlost sondy vůči Slunci, ale zachovává její rychlost vůči planetě samotné, jak podle zákona zachování energie musí. Při pohledu z velké vzdálenosti se zdá, že sonda se od planety odrazila.

## Vysvětlení

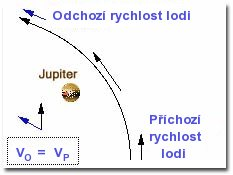
Změna rychlosti vzhledem k Jupiteru

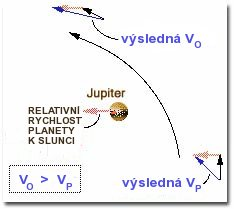
Změna rychlosti vzhledem ke Slunci

Uvažujme planetární sondu na dráze, která ji zavede těsně k planetě, řekněme k Jupiteru. Jakmile se sonda přiblíží k planetě, Jupiterova gravitace ji bude přitahovat a zrychlovat. Po průletu pericentrem dráhy kolem planety, kdy sonda bude mít vzhledem k planetě největší rychlost, bude gravitace planety pokračovat v přitahování sondy a zpomalí ji. Celkový efekt na změnu velikosti rychlosti je nulový, změní se jen směr letu.
V čem je tedy užitečnost manévru? Klíčové je uvědomit si, že planety nikdy nezůstávají na místě, ale pohybují se na svých oběžných drahách okolo Slunce. Takže zatímco rychlost sondy zůstává stejná měřeno vzhledem k Jupiteru, počáteční a konečná rychlost se mohou velmi lišit ve vztažné soustavě Slunce (heliocentrické inerciální soustavě). V závislosti na směru odletové dráhy si může sonda přičíst ke své rychlosti významnou část oběžné rychlosti planety. V případě Jupiteru je to přes 13 km/s. „Efekt praku“ lze dobře simulovat ocelovou koulí koulející se kolem ruky s magnetem, jímž pohybujeme pryč. Předměty na sebe nepůsobí přímo, zrychlování je šikmé vzhledem ke směru působení pole a případ je tedy podobný křižování plachetnice proti směru větru.

## Detailněji
Přibližný exaktnější výpočet gravitačního manévru je následující (viz připojené obrázky nahoře): Na hranici sféry gravitačního vlivu planety se popis pohybu sondy převede z heliocentrického do planetocentrického systému souřadnic. V praxi to znamená, že od heliocentrické rychlosti sondy se vektorově odečte heliocentrická rychlost planety; tím získáme planetocentrickou rychlost sondy. Protože vždy je rychlost sondy vzhledem k planetě v bodě průletu hranicí sféry gravitačního vlivu větší, než místní úniková rychlost, pohybuje se v planetocentrickém souřadném systému sondy vzhledem k planetě po hyperbolické dráze. Po průletu okolím planety dosáhne sonda opět hranice sféry gravitačního vlivu. Protože tato sféra je v prvním přiblížení kulová se středem v těžišti planety, musí být potenciální energie sondy a vzhledem k zákonu zachování i kinetická energie stejná, jako v okamžiku, kdy na jiném místě do sféry gravitačního vlivu vstoupila; z téhož důvodu bude stejná i velikost její planetocentrické rychlosti. Abychom nyní transformovali dráhu letu sondy opět do heliocentrického souřadného systému, musíme k planetocentrické rychlosti sondy vektorově přičíst heliocentrickou rychlost planety; tím dostaneme novou heliocentrickou rychlost sondy.
Jednoduchou úvahou zjistíme, že gravitačním manévrem můžeme rychlost sondy zvyšovat i snižovat. Proletí-li sonda „za“ planetou a co nejvíce „příčně“ k dráze planety, výsledkem je vzrůst heliocentrické rychlosti sondy, proletí-li „před“ planetou a opět „příčně“, heliocentrická rychlost sondy klesne. Průlety „pod“ nebo „nad“ planetou se využívají ke změně sklonu dráhy sondy.
Zde je důležité pochopit pohyb planetární sondy od jedné planety k jiné planetě. Nejjednodušší způsobem je řešit problém užitím Hohmannovy přechodové dráhy, eliptické dráhy se Zemí v perihelu a např. s Marsem v afelu. Při přesném načasování přiletí sonda na nejvzdálenější bod své eliptické dráhy právě ve chvíli, kdy se ve stejném bodě nachází Mars. Tento typ přeletu se obvykle používá pro přechod z nízké oběžné dráhy kolem Země na dráhu kolem Měsíce nebo při přeletu od Země k Marsu.
Hohmannův přechod k vzdálenějším vnějším planetám vyžaduje mnoho času a velké Δv (součet změn rychlosti potřebných na každé straně přeletové dráhy). V tomto případě nachází efekt gravitačního manévru svá nejčastější uplatnění. Místo klasické Hohmannovy přechodové dráhy řekněme například k Saturnu je kosmická loď vyslána po Hohmannově dráze (nebo dráze jí blízké) pouze k Jupiteru a gravitační manévr v gravitačním poli této planety urychlí loď k Saturnu. Během cesty k Jupiteru se použije jen malé množství paliva na drobné korekce dráhy pro odstranění chyb v počátečním navádění při startu, což je velmi výhodné. Tyto mise vyžadují velmi přesné načasování a předpokládají i určitou konstelaci planet ležících na této cestě; proto startovací okna jsou zejména při letech ke vzdáleným planetám velmi řídká.
Toto půjčování si rychlosti probíhá na úkor samotné planety. Mezi oběma zúčastněnými tělesy dojde k výměně energie podobně jako by se tak stalo v případě ideální pružné srážky – s tím rozdílem, že tělesa na sebe nepůsobí přímo, ale pouze zprostředkovaně svou gravitací. Urychlované těleso (většinou nějaká sonda) je nepoměrně lehčí než planeta, kolem které se urychluje. Takže výsledná změna rychlosti planety obíhající kolem Slunce je neměřitelná, zatímco změna rychlosti sondy je velká.

## Příklady použití

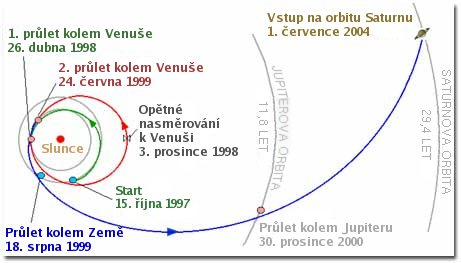
Schéma trajektorie sondy Cassini s využitím gravitačních manévrů kolem Venuše, Země a Jupiteru

Animace trajektorie sondy Parker Solar Probe od srpna 2018 do srpna 2025:
Parker Solar Probe
Slunce
Merkur
Venuše
Země Detailnější animace viz toto video.

Hohmannův přelet k Saturnu vyžaduje celkem 15,7 km/s Δv, což by při použití současných chemických motorů znamenalo mnohonásobně menší sondu, než byla vyslána (zbytek hmotnosti by muselo tvořit palivo). Cesta s využitím mnoha gravitačních manévrů trvá sice déle, ale vyžaduje mnohem menší Δv, což dovoluje vysílat mnohem větší kosmické lodě. Tato strategie byla použita pro sondu Cassini, která byla poslána k Venuši, znovu k Venuši, Zemi a nakonec k Jupiteru na cestě k Saturnu. Let trvající 6,7 let je sice trochu delší než 6 let trvající normální Hohmannův přechod, ale celková velikost potřebného Δv byla snížena na přibližně 2 km/s, takže bylo možno poslat mnohem větší a těžší sondu Cassini až k Saturnu s mnohem menšími nosnými raketami.
Dalším příkladem je Ulysses, sonda ESA, která studovala polární oblasti Slunce. Všechny planety obíhají více méně v rovině rovníku Slunce: pro nasměrování na orbitu vedoucí nad póly Slunce musí kosmická loď změnit 30 km/s rychlosti zemského oběhu na jinou trajektorii pod pravým úhlem proti zemské orbitální dráze, což je pro současné pohonné systémy nemožný úkol. Namísto toho byla loď poslána směrem k Jupiteru, nasměrována na bod v prostoru „vepředu“ a „pod“ planetou. Jakmile dosáhla planety, sonda padala Jupiterovým gravitačním polem, půjčujíc si nepatrnou část hybnosti planety; po průchodu kolem Jupitera změna rychlosti ohnula její dráhu mimo rovinu oběhu planet, nasměrovala ji nad sluneční póly, což umožnilo sledovat najednou celou oblast kolem pólu. Bylo třeba jen palivo potřebné k poslání sondy poblíž Jupiteru, což je zcela v možnostech současných technologií.
První planetární sondou, která využila gravitačního manévru, byl Mariner 10, který tento manévr uskutečnil během průletu kolem Venuše 5. února 1974 během letu k Merkuru. Ještě téhož roku uskutečnila 3. prosince 1974 původně neplánovaný gravitační manévr u Jupiteru sonda Pioneer 11 pro dosažení planety Saturn.
Gravitační manévry kolem Venuše využívá i sonda Parker Solar Probe zkoumající sluneční korónu. V tomto případě však sonda není gravitačním manévrem urychlována, ale naopak zpomalována. V rámci mise je plánováno celkem sedm gravitačních manévrů, které postupně zkracují oběžnou dobu a přibližují perihelium blíže ke Slunci. Gravitačními manévry se snižuje rychlost sondy v aféliu, naopak v periheliu je rychlost sondy s každým dalším gravitačním manévrem vyšší.
Solar Orbiter bude využívat opakované gravitační manévry kolem Venuše k postupnému zvyšování sklonu oběžné dráhy vzhledem k ekliptice.